# Delphinium pomeense
Delphinium pomeense är en ranunkelväxtart som beskrevs av Wen Tsai Wang. Delphinium pomeense ingår i släktet storriddarsporrar, och familjen ranunkelväxter. Inga underarter finns listade i Catalogue of Life.